# Мариборска област
Мариборска област је била једна од 33 области Краљевинe СХС. Налазила се на подручју данашње Словеније. Седиште јој је било у Марибору. Настала је 1922. када је Краљевина СХС подељена на области, постојала је до 1929. године, када је укинута. Већи део њеног подручја је укључен у састав Дравске бановине, а мањи део (Међумурје) је укључен у састав Савске бановине.
Административна подела
Област је садржавала срезове:
- Горњеграјски (Мозирје)
- Долњелендавски
- Дравоградски (Преваље)
- Коњишки
- Љутомерско-радгонски (Љутомер)
- Мариборски - леви брег
- Мариборски - десни брег
- Прекмурски (Мурска Собота)
- Прелошки
- Птујски
- Словењграшки
- Цељски
- Чаковечки
- Шмарско-рогашко-козјански (Шмарје)

Градови:
- Марибор
- Цеље
- Птуј